# Etheostoma brevirostrum
Etheostoma brevirostrum és una espècie de peix de la família dels pèrcids i de l'ordre dels perciformes.

## Morfologia
Els mascles poden assolir els 5,8 cm de longitud total.

## Distribució geogràfica
Es troba a Tennessee.